# Iconclass
Iconclass (Eigenschreibweise auch: ICONCLASS) ist ein Klassifizierungskonzept zur Erfassung und Erschließung von Bildinhalten und wurde für die wissenschaftliche Arbeit in den Bereichen Kunstgeschichte und Ikonographie entwickelt. Das Konzept entstand unter der Leitung von Henri van de Waal und dem Rijksbureau voor Kunsthistorische Documentatie (RKD) in Den Haag. Heute wird es vor allem vom RKD, dem Unternehmen MNEMOSYNE in Amsterdam, dem Bildarchiv Foto Marburg, von der Herzog August Bibliothek und des Herzog Anton Ulrich-Museums in Braunschweig sowie weiteren Institutionen und Projekten genutzt. Auch in der Museumsdokumentation findet Iconclass Verwendung. Über die offizielle Webseite des Iconclass-Projekts können acht verschiedene Sammlungen nach Iconclass-Notationen durchsucht werden.